# كيب كولينز
كيب كولينز (بالإنجليزية: Kip Collins)‏ هو ملحن أمريكي، ولد في 26 أبريل 1969، وتوفي في 31 أغسطس 2006 بسبب حادث مرور.

## وصلات خارجية
- كيب كولينز على موقع IMDb (الإنجليزية)